# Макеева, Надежда Владимировна
Надежда Владимировна Макеева (Шубина) (род. 13 марта 1985) — российская ледолазка и альпинистка. Мастер спорта России международного класса.

## Карьера

### Ледолазание
Специализировалась в дисциплине ледолазания «скорость». На чемпионате России 2005 года в Кирове в дисциплине «скорость» Шубина показала первое время в квалификации, но в основных соревнованиях сорвалась и осталась неклассифицированной, а в дисциплине «трудность» показала предпоследний, 21-й результат в квалификации. На чемпионате России 2006 года считавшаяся перспективной Шубина выбыла в «скорости» на этапе 1/8 финала. Чемпионат России 2007 года завершился сенсационной победой Надежды в соревнованиях на скорость, тем самым спортсменка выполнила норматив на звание мастера спорта. Завершила сезон Надежда победой в чемпионате города Кирова: помимо официальной части она первенствовала в «потешных дружеских» стартах в носках и перчатках.
25 февраля 2008 года Шубина стала победительницей Открытого чемпионата Архангельской области по ледолазанию (6-й этап Кубка России), также называемого «Кубком Белого моря». На чемпионате страны 2008 года она показала четвёртый результат, сорвавшись в полуфинале.
В конце января 2009 года Шубина выиграла серебряную медаль на чемпионате мира, проходившем в рамках второго этапа Кубка мира 2009 года в швейцарском Зас-Фе, уступив в финале соревнований на скорость соотечественнице Марии Толокониной. В феврале на заключительном этапе Кубка мира в румынском Буштени Надежда показала шестой результат и в итоговом зачёте сезона заняла четвёртое место. 11 марта Шубина стала серебряным призёром чемпионата России, вновь уступив Толокониной, сорвавшись в финале.
Из четырёх этапов Кубка мира 2010 года Надежда выиграла два (Киров, Буштени), а на двух других становилась второй (Даоне, Зас-Фе), что позволило ей стать первой в мире в дисциплине «скорость» по итогам сезона.
Одновременно с личными выступлениями спорсменка являлась тренером по скалолазанию и ледолазанию в ВятОСДЮСШОР.

### Альпинизм
Имеет квалификацию инструктора альпинизма, специализируется в психологии. Работала на севере и юге Эльбруса в качестве горного гида российских и международных групп.
В мае 2008 года участвовала в скоростном забеге на вершину Эльбруса, организованном Федерацией альпинизма России, показала третий результат среди женщин.

### Образование и профессиональная деятельность
- «Психолог. Преподаватель психологии». Диплом 31101. 2007 г. Московский гуманитарный экономический университет. (МГэУ).
- «Менеджмент» 2007 Кировский институт переподготовки и повышения кадров.
- «Спортивная психология» «Индивидуальное консультирование спортсменов: особенности очной работы и заочного взаимодействия»[20], НОУ ДПО «Национальный институт биомедицины»

С 2017 года сотрудник научно-методического объединения лаборатории физической культуры и практической психологии. Спортивный психолог в фитнес-проектах, Телесно-ориентированный терапевт.

## Личная жизнь
Замужем за Львом Макеевым, воспитывает сыновей.